# Izolirana točka
Izolirana točka (tudi hermitska točka) je točka, ki ne leži na krivulji, zadošča pa enačbi krivulje.
V splošnem se dobi izolirano točko pri raziskavah algebrskih krivulj (ki niso algebrsko zaprte nad obsegom in so definirane kot ničelna množica polinomov dveh spremenljivk. 
Zgled: krivulja:
{\displaystyle f(x,y)=y^{2}+x^{2}-x^{3}=0\!\,}
ima izolirano točko v izhodišču {\displaystyle \mathbb {R} ^{2}\,}, ker je enačba enaka kot:
{\displaystyle y^{2}=x^{2}(x-1)\!\,,}
kjer je vrednost izraza {\displaystyle x^{2}(x-1)\,} nenegativna za {\displaystyle x\geq 1\,} in za {\displaystyle x=0\,}. TakA enačba nad realnimi števili nima rešitve za {\displaystyle x<1\,}. Nad realnimi števili nima enačba rešitve za {\displaystyle x<1\,} (razen v točki {\displaystyle (0,0)\,}.
V nasprotju s tem pa nad obsegom kompleksnih števil ni izolirane točke, ker kvadratni koren iz negativnih realnih števil obstaja.
Izolirana točka je singularna točka krivulje, ker postaneta enaka nič oba parcialna odvoda funkcije {\displaystyle {\text{ }}\partial f \over \partial x} in {\displaystyle {\text{ }}\partial f \over \partial y}.

## Teorija grafov
V teoriji grafov je izolirana točka točka v grafu brez povezav.